# دین سکاها

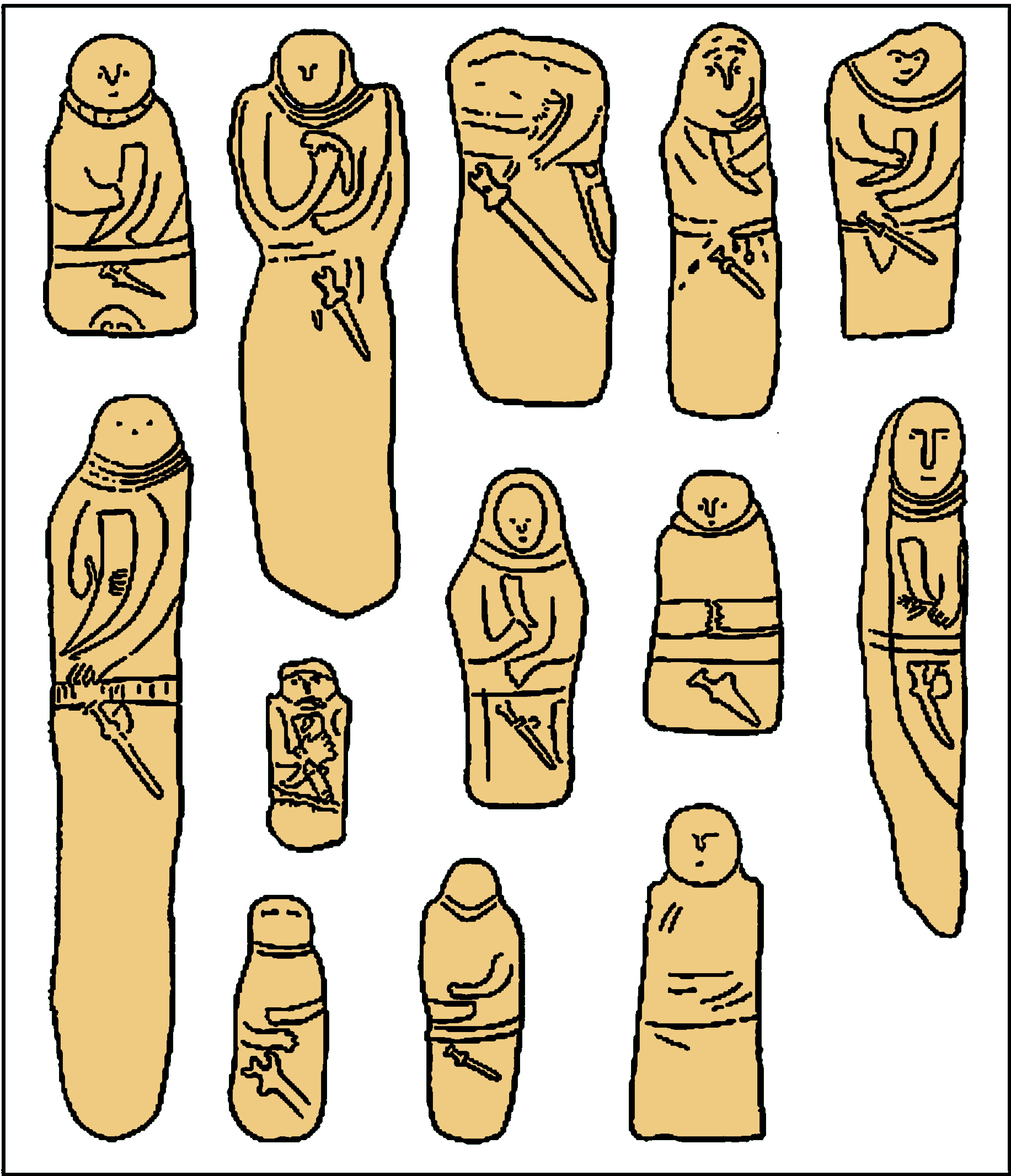
گزیده‌ای از نگاره‌های سنگ یادبودهای سکایی، از ۶۰۰ پیش تا ۳۰۰ پس از میلاد. بسیاری از آنها جنگجویانی با جام شاخی در دست راست را نشان می‌دهد که گمان می‌رود نمایندهٔ به خاک سپرده‌شدگان در گورپشته باشند.

دین سکاها شامل باورها، اسطوره‌ها و شیوه‌های دینی سکاها می‌شود. سکاها بخشی از مردم ایرانی در دوران باستان بودند. این مردمان در طول دوران باستان ساکن آسیای میانه و سبزدشت‌های پیرامون دریای سیاه در اروپای شرقی بودند. سکاها به زبان سکایی (از زیرشاخه زبان‌های ایرانی شرقی) صحبت می‌کردند و قومیت‌های مختلفی مثل سکاهای اصلی، کیمری‌ها، سرمتی‌ها، آلان‌ها، سیندی‌ها، ماساژت‌ها و سَکاها را در بر می‌گرفتند.
فرض بر این است که دین سکاها مرتبط با آیین کهن‌تر هندوایرانی و همچنین باورهای ایرانی شرقی مرسوم در آن زمان و سنت‌های مردمان اوستی بوده است. از سوی دیگر می‌توان ردپایی از تأثیر آیین سکایی را بر اسطوره‌شناسی مردمان اسلاو، مجار و ترک در ادوار تاریخی متاخرتر پی گرفت.

## تحول و تطور
مذهب سکاها ریشه در دین ایرانیان باستان داشت اما تحت تأثیر باورهای مردمان سرزمین‌های فتح‌شده مانند تراکیایی نیز قرار گرفته بود. به همین دلیل، برخی از خدایان سکایی با خدایان تراکیایی و آناتولیایی شباهت دارند و حتی نام برخی از آن‌ها از زبان‌های تراکیایی گرفته شده است. الهه‌های سکایی نیز با الهه‌های تراکیایی و آناتولیایی‌های باستان ارتباط دارند.
سکاییان در دوران حضور خود در غرب آسیا، تحت تأثیر ادیان میان‌رودان و کنعانی نیز قرار گرفتند. در زبان سکایی، الهه «تابیتی» به معنای «آتشین» یا «فروزان» بود. او الهه آتش ازلی و سرچشمه جهان به‌شمار می‌رفت و زمین و آسمان فرزندان او بودند.

## جهان‌شناسی
جهان‌شناسی سکاها بر مبنای ساختار متداول سه‌بخشی جهان در مذاهب آریایی (هندوایرانی) استوار بوده است. دیدگاهی که در سنن ودایی و زرتشتی هم رد پایی از آن مشهود است. بر طبق این باور، جهان از سه حوزه زیر تشکیل شده بود:
- قلمرو آسمانی
- فضا
- قلمرو زمینی

## باور سکاها به زندگی پس از مرگ
سکاها، مانند مصریان و دیگر اقوام باستانی، به زندگی پس از مرگ اعتقاد داشتند. آنها مرگ به معنای مطلق را باور نداشتند. بر اساس باور آنها، روح پس از مرگ تا چهل روز در بدن می‌ماند و سپس به دنیای بعدی سفر می‌کند. در این مدت، فرد درگذشته یک «جسد زنده» است. او هنوز مالکیت اموال و برخی از قوای زیستی خود را دارد. فقط در روز چهلم است که انسان به «مرده زنده» تبدیل می‌شود و روح او به دنیای مردگان سفر می‌کند. زندگی در آنجا از زندگی فعلی لذت‌بخش‌تر است.
به باور سکاها، دنیای مردگان نه در آسمان و نه در سرزمینی دور و غریب، بلکه در محیطی نزدیک به زندگی آنها قرار داشت. آنقدر نزدیک بود که حتی امکان بردن ثروت دنیوی، عزیزان و حتی قدرت و موقعیت اجتماعی به آن وجود داشت. این قدرت بر زندگان نیز گسترش می‌یافت. مرده زنده می‌توانست اگر با احترام دفن نمی‌شد، از زندگان انتقام بگیرد. اما اگر با هدایای قبر و قربانی‌ها مورد احترام قرار می‌گرفت، می‌توانست یاری‌گر زندگان نیز باشد.
به همین دلیل، سکاها توجه زیادی به محل زندگی مردگان زنده خود داشتند. آنها برای آنها تپه‌های تدفین باشکوهی می‌ساختند که اکنون به آنها کورگان گفته می‌شود. در زیر این تپه‌ها، اتاق‌های تدفین غالباً با تزئینات غنی وجود داشت. به دلیل وسعت زیاد، این تپه‌های تدفین «هرم‌های استپ» نیز نامیده می‌شوند. در برخی مناطق در شمال دریای سیاه، تعدادشان بسیار فراوان است: صدها و حتی هزاران کورگان، استپ‌های صاف را به یک چشم‌انداز تپه‌ای تبدیل کرده‌اند. اما در شرق نیز، در کوه‌های آلتای و تووا در مغولستان، تپه‌هایی با ده‌ها اتاق مجلل پیدا شده که به عنوان مسکن مناسب برای رهبران متوفی قبایل در نظر گرفته شده بود.
کورگان‌ها معمولاً به صورت گروهی، با یک تپه مرتفع در میان تپه‌های کوچکتر ساخته می‌شدند. ارتفاع و اندازه احتمالاً نشان‌دهنده پایگاه اجتماعی فرد بود. جایگاه و پایگاه فرد درگذشته طبق تصور سکاها مشابه جایگاه آن فرد در جامعه پیش از مرگ او بود.
سطح تپه‌ها معمولاً با یک لایه خاک حاصلخیز و چمن پوشیده شده‌اند، که گاه از راه دور آورده می‌شد. کورگان‌ها به عنوان چراگاه‌های ابدی برای گله‌هایی که با مردگان دفن می‌شدند، عمل می‌کردند. اسب‌ها برای سکاهای عشایری باارزش‌ترین دارایی بودند و پادشاهان ده‌ها، گاه صدها اسب را با خود به داخل قبر می‌بردند. کاوش‌های باستان‌شناختی، نشان از قربانی‌کردن اسب هنگام مراسم خاکسپاری دارد؛ به‌ویژه تدفین با ارابه. گورهایی با اسب از دوران مس‌سنگی به‌خوبی باقی مانده است. هرودوت قربانی کردن اسب‌ها در دورهٔ پادشاهی سکاها را توصیف می‌کند. گورهای منطقهٔ کورگان در دوران آهن شامل صدها اسب بوده است.
حیوانات دیگر مانند گوزن و گراز نیز در قبرها دفن می‌شدند. آنها احتمالاً به عنوان طعمه برای شکار عمل می‌کردند، که متوفی می‌توانست با آنها خود را سرگرم کند. افزون بر این، گاه مجبور به دفن همسر یا پادشاه خود در قبر می‌شدند. اینکه این کار داوطلبانه بوده یا نه، مشخص نیست، اما احتمالاً دفن شدن در مقبره یک شخص برجسته و قدرتمند را افتخاری برای ورود به دنیای مردگان می‌دانستند. به احتمال زیاد زنان، درباریان، جنگجویان و خدمتکاران قبل از کشته شدن بیهوش می‌شدند.
با بهره‌گیری از از این فرهنگ خاکسپاری عجیب، چیزهای زیادی در مورد این مردم جنگجوی دوران باستان شناخته شده است. مهم‌ترین قبیله، سکاهای شاهی، در شمال دریای سیاه زندگی می‌کردند. با این حال، نفوذ آن بر قلمرو وسیعی بین دانوب در غرب و مغولستان و دیوار چین در شرق گسترش یافت. قبایل متعدد عشایری که در این قلمرو وسیع پرسه می‌زدند از نظر قومی، نژادی و فرهنگی کاملاً با هم مرتبط بودند. این امر در آداب و رسوم خاک‌سپاری و همچنین در هنر مشابه آنان به وضوح مشاهده می‌شود. سکاها که زندگی خود را در فضای باز و زیر آسمان پرستاره سپری می‌کردند، کاملاً تحت تأثیر قدرت طبیعت بودند. آنها زندگی را به عنوان یک مبارزه مداوم می‌دیدند که در آن می‌شد برنده شد اما اگر به اندازه کافی قوی نبودید، شکست می‌خوردید. داشتن حالت تهاجمی دائمی برای آنان در این محیط خشن امری حیاتی به‌شمار می‌آمد.
حالت قربانی‌کردن سکاها به نظر هرودوت، ساده بود. قربانیان شامل انواع دام می‌شد که معتبرترین‌شان اسب بود. از سوی دیگر خوک‌ها هرگز قربانی نمی‌شدند، ظاهراً سکاها میلی به داشتن خوک در سرزمین خود نداشتند. توصیف شیوه قربانی کردن توسط سکاها به شرح هرودوت چنین است:
«قربانی می‌ایستد و پاهای پیشینش را می‌بندند، و کشیش برای قربانی‌کردن پشت قربانی می‌ایستد، و با کشیدن ریسمان جانور را می‌اندازند؛ او به خدا می‌گوید چه کسی قربانی کرد و سپس ریسمان را یک بار دور گردن قربانی می‌پیچد، و با قرار دادن یک چوب کوچک بین طناب و گردن قربانی و فشار آن قربانی را خفه می‌کند. بدون هیچ روشنایی آتش یا نوشیدن شراب. و هنگامی که آن را خفه کردند پوست قربانی را می‌کندند. او با آن جوش و خروش ادامه می‌دهد. هنگامی که گوشت آبپز شد اولین بخش از آن را به او (کشیش) می‌دهند.»

## ایزدان
هرودوت، تاریخ‌نگار یونانی، می‌گوید که سکاها هفت خدا و الهه را می‌پرستیدند. او این خدایان را با خدایان یونانی مقایسه می‌کرد، روشی که در آن فرهنگ‌های دیگر را بر اساس فرهنگ خود تفسیر می‌کرد. او از هشت خدا نام برده که در سه گروه دسته‌بندی می‌شدند، روشی که در میان مردمان هندوایرانی رایج بود.
طبقه‌بندی:
1. ردهٔ اول- در این رده، سرآمد ایزدان قرار داشت:

- # تابیتی، به معنای لغوی آتشین، ایزدبانوی آتش، گرما و آتشدان خانه

1. ردهٔ دوم - در این رده متضادهای دوگانه و پدر و مادر عالم جا داشتند:

- # آپی، مادر زمین و آب
- # پاپایوس، پدر آسمانی

1. ردهٔ سوم – شامل چهار ایزد بود که هر یک نماد ویژگی مشخصی محسوب می‌شدند:

- # تَرگی‌تَوَه، نیای اصلی شاهان سکایی.
- # «آرس» سکاسس، ایزد جنگ.
- # گیتاسوراGaiϑāsūra  که بنا به نظری با ایزد خورشید ارتباط داشته است.
- # ارتیم‌پسهArtimpasa که به نظر از همه پیچیده‌تر می‌آمده است. الهه باروری بوده و ضمناً بر حاکمیت و مقام روحانی تسلط داشته است.
- هرودوت به یک ایزد سکایی دیگر نیز به نام تگیمه‌سدسThagimasadas اشاره می‌کند که تنها مورد پرستش قبیله سکاهای شاهی بوده است.

بنا بر نظر برخی پژوهشگران، فهرست ارائه‌شده توسط هرودوت مربوط به ایزدان سکایی در واقع ترجمه‌ای از یک سرود سکایی بوده که هنگام اجرای نیایش‌ها و اهدای قربانی برای ستایش خدایان خوانده می‌شده است. 
به جز «تَگیمَسَدَس» که تنها خدای قبیله سلطنتی سکاها بود، هفت خدای دیگر در میان تمام سکاها پرستیده می‌شدند. قبایل دیگر ایرانی مانند الان‌ها و آسی‌ها نیز هفت خدا را می‌پرستیدند. پرستش هفت خدا یکی از ویژگی‌های مهم ادیان هندوایرانی بود. برای مثال، زرتشتیان نیز هفت امشاسپند را به رهبری اهورامزدا می‌پرستیدند. در دین هندوآریایی نیز هفت خدای اصلی به نام آدیتیا وجود داشت.
این هفت خدا نمادی از باور سکاها به جهان بودند که در آن آتش، مهم‌ترین عنصر خلقت و سرچشمه همه چیز بود. پس از آتش، زمین و آسمان بودند که چهار نگهبان را برای حفظ نظم جهان آفریدند. سکاها معتقد بودند که محل زندگی انسان‌ها بین آسمان و جهان زیرین قرار دارد.

### ردهٔ اول

#### تابیتی
تابیتی مهم‌ترین الهه در میان سکاها بود، اما او را به تصویر نمی‌کشیدند و به جای آن، آتشدان نماد او بود. این آتشدان در مرکز هر خانواده و قبیله قرار داشت و نماد قدرت و حاکمیت بود. آتشدان دربار شاهی نیز به تابیتی منسوب بود و نماد قدرت پادشاه به‌شمار می‌رفت.
«آپی» یا «آپیا» الهه باروری و زایش در میان سکاها بود. نام او از ریشه کلمه «آپی» در زبان اوستایی به معنای آب گرفته شده است. هرودوت او را با الهه زمین در اساطیر یونانی مقایسه کرده است. آپی دختر خدای بوریستنس بود و به همین دلیل او را «بوریستنیس» نیز می‌نامیدند.

### ردهٔ دوم

#### آپی
آپی یا آپیا، الهه سکایی باروری و زایش بود. نام او در زبان اوستایی به معنای «آب» است (𐬀𐬞𐬌). هرودوت او را با گایا، الهه زمین در اساطیر یونان مقایسه کرده است. آپی دختر خدای بوریستنس بود و به همین دلیل او را «بوریستنیس» هم می‌نامیدند.
اعتقاد به آپی به عنوان الهه زمین و آب، ریشه در باور باستانی به خاک و آب به عنوان دو عنصر حیات‌بخش دارد. در فرهنگ ایرانی، زمین یکی از منابع اصلی زندگی است که پیوندی ناگسستنی با آب دارد. آب به تنهایی دارای ویژگی‌های باروری، پرورش و حتی شفابخشی است. نام آپی همچنین یادآور کلمه کودکانه «مامان» است و برخی او را مادر اولین موجودات جهان می‌دانند.
آپی را با الهه آب اوستایی، آناهیتا، مرتبط می‌دانند که یکی از القابش «آپ» (𐬁𐬞) به معنای «آب» بود. نام پدر آپی، بوریستنس، به معنای «قلمرو سگ‌های آبی» است که احتمالاً به ردای مقدس ساخته شده از پوست سگ آبی اشاره دارد که در متون اوستایی به تن این الهه بوده است. این موضوع ارتباط دیگری بین آپی و آناهیتا ایجاد می‌کند. آپی به عنوان الهه آب و خاک، به اسفندارمذ (آرمیتی) در دین زرتشت نزدیک است که او نیز الهه حامی آب‌های زمینی بود.
آپی همسر پاپایوس (خدای آسمان) بود و در ابتدا این دو یک وجود واحد و جدایی‌ناپذیر بودند. اتحاد آن‌ها نمادی از پیوند ویژگی‌های متضاد مانند بالا و پایین، زن و مرد، گرما و رطوبت بود و به سنت هندوایرانی ازدواج آسمان و زمین به عنوان پایه آفرینش اشاره می‌کرد. این پیوند شبیه به اتحاد اهورامزدا و الهه زمین، آرمیتی، در اوستا است.
از پیوند آپی و پاپایوس، «هستی میانه» یا فضای آسمانی شکل گرفت که محل زندگی انسان‌ها و سایر موجودات مادی در جهان است. از این اتحاد، خدایان دیگری نیز پدید آمدند که به «هستی میانه» تعلق داشتند. این روند آفرینش، جهانی متشکل از سه بخش مجزا - قلمرو کیهانی، منطقه میانی و سرزمین‌های زیرزمینی - را شکل داد که بر روی یکدیگر قرار داشتند.
همان‌طور که گفته شد، آپی الهه اولیه بود و اولین ساکنان جهان فرزندان او بودند. پس از آفرینش زمین و برقراری نظم در جهان، او خود را از امور جهان کنار کشید و به کناری نشست.
پرستش الهه آپی توسط سکاها بر اساس اشاره استرابو به پرستش مادر زمین توسط دِربیکی‌ها (یکی از اقوام سکایی) تأیید می‌شود. 

#### پاپایوس
در اساطیر سکاها، پاپایوس (Papaeus) خدای آسمان و معادل اهورامزدا در دین زرتشت بود. او مانند اهورامزدا، یک پدر الهی محسوب می‌شد و نام اصلی او در زبان سکایی، *Pāpaya، به معنای «پدر» است. پاپایوس همسر آپی، الهه زمین، بود و به همین دلیل هرودوت او را با زئوس یونانی مقایسه می‌کرد.
پاپایوس و آپی در ابتدا یک وجود واحد بودند و اتحاد آن‌ها نماد پیوند اضداد مانند بالا و پایین، زن و مرد، گرما و رطوبت بود. این پیوند نشانگر سنت هندوایرانی ازدواج آسمان و زمین به عنوان اساس آفرینش جهان است و مشابه پیوند اهورامزدا و آرمیتی در اوستا است.
از پیوند پاپایوس و آپی، «جهان میانی» یا فضای آسمانی که محل زندگی انسان‌ها و سایر موجودات است، به وجود آمد. از این اتحاد، خدایان دیگری نیز پدید آمدند که به «جهان میانی» تعلق داشتند. این روند آفرینش، جهانی را شکل داد که از سه قلمرو کیهانی، مرکزی و زمینی تشکیل شده بود.
به گفته اریگون، سکاها پاپایوس را خدای متعال می‌دانستند و به همین دلیل یونانیان او را با زئوس، خدای فرمانروا و پدر همه خدایان و مردم، یکی می‌دانستند.
خدایان رتبه سوم در اساطیر سکاها با «جهان میانی» که محل زندگی انسان‌ها و موجودات زنده بود، مرتبط بودند. در کیهان‌شناسی سکاها، جهان میانی به شکل یک مربع با چهار ضلع تصور می‌شد که هر ضلع با یکی از جهات اصلی و یکی از خدایان رتبه سوم مرتبط بود. این خدایان نماد جهان میانی چهارگوش بودند. مفهومی مشابه در اساطیر هند با نام لوکاپالا وجود دارد که چهار خدای نگهبان جهان هستند و هر کدام قلمرو خاص خود را دارند.
یزدان صفایی، پژوهشگر این حوزه، معتقد است که ادعای داریوش بزرگ در سنگ‌نوشته بیستون مبنی بر اینکه سکاها، اهورا مزدا را عبادت نمی‌کردند، بی اساس بوده و بیانیه‌ای سیاسی بود که از خصومت‌های میان شاهنشاهی ایران و سکاها نشات گرفته است.

### رده سوم
ایزدان رتبه سوم در میان ایردان سکایی‌ها با «جهان میانی» که زیستگاه انسان‌ها و موجودات زنده دنیوی بود مرتبط بودند. کیهان‌شناسی سکاها - همچون همه کیهان‌شناسی‌های باستان- این جهان میانی را به مثابه صفحه‌ای مربع با چهار ضلع تصور می‌کرد که هر جانب آن با یکی از مختصات اصلی به عنوان جنبه‌ای سازه‌ای از هستی متناظر بود. هر ضلع این صفحه مربعی نمادی داشت و بدینسان با یکی از چهار ایزد رده سوم در ارتباط بود. این ایزدان تجسم جمعی «جهان میانی» چهارگوش بودند. مفهومی مشابه در اساطیر هند با نام لوکه‌پالهLokapāla قابل ردیابی است. لوکاپالا چهار خدای نگهبان جهات عالمند که هرکدام نیز قلمرو عملکرد اختصاصی خویش را داشتند. برای مثال یاما، نگهبان جنوب، فرمانروای جهان و ارواح نیاکان پیترس بود و ایندرا، نگهبان شرق، به عنوان پادشاه خدایان تجسم «جهان میانی» بودند.
خدایان رتبه سوم در اساطیر سکاها با «جهان میانه»، یعنی محل زندگی انسان‌ها و موجودات زنده، مرتبط بودند. سکاها، مانند بسیاری از تمدن‌های باستانی، جهان میانه را به شکل مربعی با چهار ضلع تصور می‌کردند که هر ضلع با یکی از جهات اصلی و یکی از خدایان رتبه سوم در ارتباط بود. این خدایان نماد جهان میانی چهارگوش بودند. مفهومی مشابه در اساطیر هند با نام لوکاپالا وجود دارد که چهار خدای نگهبان جهان هستند و هر کدام قلمرو خاص خود را دارند.

## تارگی‌تواه
خدای سکایی تارگی‌تواهTargī̆tavah (به معنای "دارنده قدرت ایزدبانو تَرکا") یا اسکوداSkuδa در اساطیر یونانی به عنوان "هراکلس سکایی" شناخته می‌شود، اگرچه این دو شخصیت یکسان نیستند. تارگی‌تواه از پیوند پاپایوس و آپی به وجود آمد و جد مقدس سکاها محسوب می‌شد.
در اساطیر یونانی در جنوب سکاستان، تارگی‌تواه با آشیل پونتارکس (Achilles, Lord of the Pontic Sea) یکی دانسته شده است. به همین دلیل، او با الهه پاماری (پا ماری) مرتبط شده و پدر سه فرزند او محسوب می‌شود.

#### «آرسِ» سکایی
«آرسِ» سکایی، خدای جنگ سکاها و معادل خدای یونانی آرسAres، با خدای ایرانی وَرثرغنهVərᵊϑraγna برابر است. احتمالاً این خدا فرزند تابیتی بوده است. «آرسِ» سکاها همچنین خدای پادشاهی بود و در پرستش او از اسب و خون و بازوی راست اسیران استفاده می‌شد که نمادی از سرعت اسبان و قدرت مردان بود.
«آرسِ» سکایی و سرمتی با شمشیر آکیناکه نمادین می‌شد که به صورت ایستاده بر روی محرابی بلند و مربعی از خاشاک قرار می‌گرفت. قربانی‌های خونین به «آرسِ» سکایی تقدیم می‌شد و نمایش او به شکل شمشیر، نشانگر نقش نظامی او بود.
ارتفاع تپه محراب «آرس» سکایی و رسم پرتاب بازوهای راست قربانیان به آسمان، نشان‌دهنده ماهیت آسمانی این خدا به عنوان خدای آسمان است. این عمل پرتاب اعضای قربانی به آسمان، ارتباط «آرس» سکایی را با خدایان آسمان و باد، یعنی واتهVāta و وایوVāiiu، به ویژه با خدای باد، وایو، نشان می‌دهد. وایو اولین تجسم وَرثرغنه و حامل فرّه بود.
نویسنده یونانی، لوسیان ساموساتایی، نیز نوشته است که سکاها باد و شمشیر را به عنوان خدا می‌پرستیدند. این اشاره به ماهیت دوگانه «آرس» سکایی به عنوان خدای باد زندگی‌بخش و شمشیر مرگ‌آور دارد. این دوگانگی در آکیناکه، نماد او، نیز دیده می‌شود که همزمان به شکل فالوس ساخته شده است – ابزاری مرگبار که نماد آلت تناسلی و زندگی‌بخش نیز هست.
همسایگان تراکیایی سکاها نیز خدای جنگ خود را با شمشیر آهنی نشان می‌دادند و به او هدایای خونین و تبرک تقدیم می‌کردند. مشخص نیست که آیا تراکی‌ها این رسم را از سکاها گرفته‌اند یا برعکس.
سرمتی‌ها نیز مانند سکاها، «آرس» خود را به شکل شمشیری ایستاده تجسم می‌کردند. به گفته تادئوش سولیمیرسکی، این شکل پرستش در میان الان‌ها، یکی از قبایل سرمتی، تا قرن چهارم میلادی ادامه داشت. این سنت ممکن است در ادعای جوردانس مبنی بر اینکه آتیلا شمشیر مقدس سکایی را که از آسمان افتاده بود و آن را «شمشیر مارس» می‌نامید، به دست آورده بود، منعکس شده باشد. آتیلا این شمشیر را دلیل قدرت خود در جنگ و علت تبدیل شدنش به «فرمانروای کل جهان» می‌دانست.
شاید پهلوان باتراز از میان آسی‌ها در حماسه نرت از «آرسِ» سکایی ریشه گرفته باشد. در حماسه‌ها، باتراز به صورت جنگجویی شجاع اما سرکش که در حریم آسمان زندگی می‌کرد و گاهی به شکل گردباد درمی‌آمد، به تصویر کشیده شده است. او مدام مردم خود را از شر دشمنان نجات می‌داد و بدنش از فولاد ساخته شده بود. وی ارتباطی عمیق با شمشیرش داشت که تا زمانی که شمشیر دست نخورده می‌ماند، وی نیز زنده می‌ماند. در حقیقت می‌توان این شمشیر را تجسم و مظهر خود باتراز دانست.

## گیتاسورا
خدای سکایی گیتاسوراGaiϑāsūra، به دلیل شباهت‌هایش با خدای یونانی آپولو، احتمالاً یک خدای خورشیدی بوده است. هرودوت این دو را معادل یکدیگر می‌دانست. گایتاسورا شاید ارتباط نزدیکی با الهه آرتیمپاسا داشته است.
نام سکایی گیتاسورا را می‌توان با عبارت گائویائوتیش‌سورGaoiiaoⁱtiš.sūrō در زبان اوستایی و گاویوتیشورا (Gavyutiśūra) در سانسکریت ودایی مقایسه کرد. عبارت اوستایی لقبی برای میترا به عنوان «ارباب سرزمین گله» بوده است. این خدا، خدای فرهنگ دامداری و مورد پرستش گسترده مردم عادی در جامعه سکایی بود. اولین بخش نام او، یعنی «گایتا»، به معنای «گله» و «مال و ملک» است و با کلمه اوستایی «گائویائوتیش» به معنای «چراگاه گاو» هم‌ریشه است. این نشان می‌دهد که «آپولو گایتوسوروس» نسخه یونانی شده خدای ایرانی میترا است. بخش دوم نام او، یعنی «سور»، به معنای «قوی» و «توانا» است و با کلمه اوستایی «سور» و نام الهه آناهیتا یعنی اردویسور آناهیتا ارتباط دارد. این موضوع به ارتباط سکاها بین گایتاسورا و الهه آرتیمپاسا اشاره می‌کند که بسیاری از جنبه‌های آناهیتا در او ادغام شده بود.
با توجه به ارتباط گایتاسورا با خدای یونانی آپولو، برخی او را با میترا یکی دانسته‌اند، اما این شناسایی قطعی نیست زیرا آپولو کارکردهای متعددی دارد.
تصاویر متعددی از خدای خورشید که با پرتوهای تابان از سرش مشخص شده و بر ارابه‌ای سوار است که توسط دو یا چهار اسب کشیده می‌شود، در آثار هنری یافت شده در گورهای سکایی (مربوط به قرن ۳ پیش از میلاد به بعد) دیده می‌شود. این آثار ممکن است تجسم گایتاسورا باشند.

## آرتیمپاسا
آرتیمپاسا، که اغلب به اشتباه آرگیمپاساArgimpasa نامیده می‌شود، الهه‌ای پیچیده و دوجنسی در میان سکاها بود که با باروری، قدرت کاهنی و پادشاهی مرتبط بود. او الهه جنگ، پادشاهی، قدرت کاهنی، حاصلخیزی، رویش و باروری بود و معادل سکایی ایزدبانوی ایرانی آرتِی/آشی بود. این ایزدبانو حامی باروری و ازدواج و حافظ قوانین بود و ثروت مادی را در اشکال مختلف مانند حیوانات اهلی، اشیاء قیمتی و فرزندان زیاد نمایندگی می‌کرد. آرتیمپاسا همچنین تحت تأثیر ایزدبانوی ایرانی آناهیتا، الهه آشوری-بابلی ایشتار-عشتارت و الهه بزرگ مادر تراکیایی، یعنی بندیس، بوده است. در نتیجه، او را باید الهه‌ای بسیار پیچیده در نظر گرفت.
هرودوت، آرتیمپاسا را با آفرودیت اورانیا در اساطیر یونان یکی دانسته است که بر باروری در جهان مادی فرمانروایی می‌کرد.

#### تگیمسدس
تَگیمَسَدَسThagimasadas یا تَمیمَسیدَسThamimasidas خدایی بود که تنها قبیله سلطنتی سکاها او را می‌پرستیدند؛ بنابراین، او جزو هفت خدای اصلی سکاها نبود و احتمالاً خدای قبیله‌ای و نیاکانی سکاهای سلطنتی محسوب می‌شد.
ریشه نام این خدا مشخص نیست، اما بخش "-μασαδας" در نام او احتمالاً از کلمه ایرانی "mazatā" به معنای "بزرگ" گرفته شده است. بخش "Θαγι-" نیز ممکن است با کلمه اوستایی "ϑβāṣ̌a" به معنای "آسمان" و کلمه سانسکریت ودایی "tvakṣ-" یا "takṣ-" به معنای "آفرینش از راه به حرکت آوردن" هم‌ریشه باشد.
هرودوت، تگیمَسَدَس را با خدای یونانی پوزئیدون مقایسه می‌کند، زیرا هر دو خدای رام کننده اسب بودند. همچنین، در میان آتنی‌ها، پوزئیدون با اریختونیوس آتن، جد اصلی آتنی‌ها، یکی دانسته می‌شد. این شباهت با این باور سکاها که تگیمَسَدَس را جد سکاهای سلطنتی می‌دانستند، مطابقت دارد.
یکی شدن تگیمَسَدَس با پوزئیدون شاید به دلیل نقش احتمالی او به عنوان آفریننده آسمان باشد که با آب‌های آسمانی و آذرخش مرتبط است، همانند پوزئیدون یونانی. از سوی دیگر، تگیمَسَدَس می‌توانسته خدای رودخانه‌های سکایی باشد که نقش مهمی در زندگی سکاها داشتند.
تصاویر سکایی از اسب بالدار که از پگاسوس یونانی الهام گرفته شده‌اند، احتمالاً با تگیمَسَدَس مرتبط بوده‌اند.

#### ایزدبانو با پاهای مارمانند

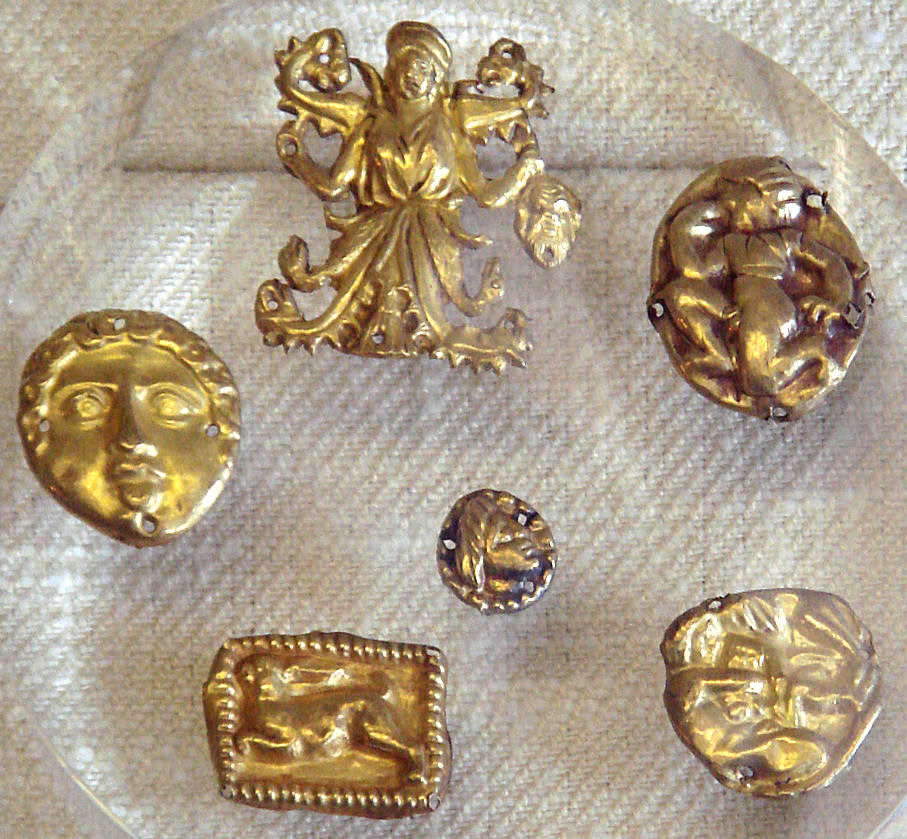
ایزدبانوی مارپا (بالای تصویر)

الهه سکایی که امروزه به عنوان «الهه پاهای مارمانند» شناخته می‌شود، در برخی تصاویر به جای پا، مار یا شاخک دارد. این الهه با اصل حیات پیوند داشته و دختر آپی است. او از پیوند آپی با یکی از خدایان رودخانه به وجود آمده و به نسل جوان‌تری از خدایان تعلق دارد که به‌طور فعال‌تری در زندگی انسان‌ها دخالت می‌کنند.
این الهه در تمام روایت‌های اساطیری سکاها حضور دارد و به عنوان نیای سکاها با تارگی‌تواه ازدواج می‌کند و فرزند آن‌ها، اولین فرمانروای سکاها می‌شود. تصاویر باقی‌مانده از او که اغلب با ریش به تصویر کشیده شده است، نشان می‌دهد که او مانند آرتیمپاسا، یک الهه دوجنسه بوده است.
یونانیان ساکن در پونتیک اولبیا، این الهه را با الهه‌های خود مانند سیبل، دیمیتر و هکات مقایسه می‌کردند. تصاویر دیمیتر و دخترش پرسفونه بر روی بشقاب‌های زینتی یونانی که توسط سکاها استفاده می‌شد، ممکن است به این ارتباط اشاره داشته باشد.

#### اکیدنا
هرودوت، تاریخ‌نگار یونانی، در قرن پنجم پیش از میلاد از موجودی به نام «مار ماده» یاد می‌کند که شباهت‌هایی با اکیدنای هزیودی دارد. این موجود نیمه زن و نیمه مار بود، در غاری زندگی می‌کرد و به عنوان مادر و نیای سکاها شناخته می‌شد.

##### دوقلوهای الهی
اسطوره دوقلوهای الهی در بسیاری از ادیان هندواروپایی وجود دارد، مانند دیوسکوروی در یونان باستان و اشوین‌ها در اساطیر هند. این دوقلوها در ابتدا به شکل اسب بودند و بعدها به سوارکار تبدیل شدند. در اساطیر هندواروپایی، دوقلوهای الهی همراهان الهه مادر هستند و نماد او، یعنی درخت زندگی، را در دو طرف احاطه می‌کنند. تصاویر آن‌ها اغلب به صورت دو اسب یا دو سوارکار در کنار یک الهه یا درخت به شکل متقارن دیده می‌شود.
در آیین پیشا-زرتشتی ایرانی، «نَنگَهیثیا»Nåŋhaⁱϑiia دوقلوهای الهی بودند که با آناهیتا در ارتباط بوده و از همراهان او محسوب می‌شدند. این دوقلوهای مقدس در میان سکاها نیز مورد پرستش بودند و به گفته لوسیان ساموساتایی، دو خدای دوقلو در معبد سکایی پرستیده می‌شدند که او آن‌ها را با اورستس و پیلادس یونانی مقایسه کرده است. این حالت دوگانه نمایانگر تقابل مرگ در برابر باروری و رستاخیز بود و با مفاهیم سلطنت و جنگجویان مرتبط بود. به همین دلیل، آن‌ها در کنار آرتیمپاسا قرار می‌گرفتند، همان‌طور که در صفحه کاراگودواشکKaragodeuashkh نشان داده شده است.
تصاویر دوقلوهای مقدس در میان قبایل مختلف سکایی، برخی از نقش‌های ویژه پادشاهی سرمتی‌ها را نشان می‌دهد، از جمله تصویر دو سوارکار که به صورت متقارن در کنار یک درخت ایستاده‌اند. همچنین، یک مجسمه کوچک از یک گورستان سکایی در کراسنی مایاک دو مرد را در آغوش یکدیگر نشان می‌دهد. دو تندیسک مفرغی ساخته یونانیان از شهر سکایی نئاپولیس نیز کاستور و پولوکس (Dioscuri) را نشان می‌دهد که سکاها آن‌ها را با دوقلوهای مقدس خود تطبیق می‌دادند..

#### جایگاه دوگانگان مینوی
جایگاه دوقلوهای الهی در دین سکایی پایین‌تر از خدایان بود و احتمالاً در رتبه قهرمانان قرار می‌گرفتند. آن‌ها ممکن است همان دو برادر و اولین پادشاهان سکایی باشند که از تارگی‌تواه و الهه پا-مارگونه در افسانه اصلی و نسب‌شناسی اساطیری سکاها زاده شدند. دوقلوهای مقدس سکایی، که احتمالاً الهام‌بخش قهرمانان دوقلوی اساطیر آسی (Narty kadǵytæ) بودند، بازتاب دیگری از اسطوره هندواروپایی دوقلوهای الهی به عنوان نیاکان اصلی سلسله‌های شاهی هستند. این موضوع در افسانه رومی رومولوس و رموس، هنگئیست و هورسا در انگلستان، و همچنین دیوسکوروی یونانی به عنوان بنیانگذاران حکومت مشترک اسپارت دیده می‌شود.

### بوریستنس
رودخانه بوریستنسBorysthenēs، که امروزه دنیپرو نامیده می‌شود، برای سکاها مقدس بود. بوریستنس پدر الهه آب و زمین، آپی، بود. با این حال، جایگاه والای او به عنوان پدر آفرینش زمین و آب نشان می‌دهد که او صرفاً خدای یک رودخانه نبوده است.
نام بوریستنس از شکل اصلی سکایی آن گرفته شده است که به یکی از این دو معناست:
- «باوراستانا»Baurastāna به معنای «محل زرد»
- یا «باوروستانا» به معنای «جای سمورهای آبی»

این نام با پوست سمور مرتبط است که به عنوان ردایی توسط الهه آب، آناهیتا، با لقب «آپ» پوشیده می‌شد. این نشان از پیوند او با دخترش، آپی، الهه زمین و آب، دارد، زیرا به نظر می‌رسد هر دو نام با آب مرتبط هستند.
ایزد بوریستنس بر روی سکه‌های اولبیا با چهره معمول یک ایزد رودخانه‌ای ریشدار و دارای شاخ بر پیشانی ترسیم می‌شده است. 

#### ترکا
الهه تَرکا یا تَرگا در دوران متاخر سکاها در نیایشگاهی در شبه‌جزیره ترکانکوتTarkankut در کریمه پرستیده می‌شد. این منطقه در گذشته به نام این الهه، ترکانهTarkāna، نامگذاری شده بود.
نام الهه تَرکا ممکن است از ریشه ایرانی "tark-" به معنای "دور زدن" و "چرخیدن" گرفته شده باشد.

### دیثاگویا
الهه دیثاگویاDithagoia در یک کتیبه یونانی متعلق به قرن دوم پیش از میلاد که به یک شاهزاده خانم کریمه‌ای به نام سناموتیسSenamōtis تقدیم شده بود، ذکر شده است.
دیتاگویا ممکن است یک الهه زیرزمینی بوده که با الهه‌های یونانی آرتمیس و هکات مرتبط بوده است. او همچنین می‌تواند معادل آرتمیس سکایی باشد که وجود او توسط نویسندگان یونانی-رومی مانند فیلوستراتوس و آپولونیوس تیانایی ثبت شده است.

### اسب‌سوار خورشیدی
در میان سکاها و سیندو-مائوسی‌ها، خدای خورشیدی به شکل یک نیای الهی سوار بر اسب پرستیده می‌شد. این خدا که به عنوان جنگجویی در برابر بدی شناخته می‌شد، از اواخر هزاره اول پیش از میلاد تا قرن‌های اول میلادی در سواحل دریای سیاه، آسیای مرکزی و مناطق قفقاز مورد پرستش بود و پس از مهاجرت سکاها به جنوب آسیا، در آنجا نیز رواج یافت.

#### ایزدِ سواره بوسپوروس
در قرن‌های اول میلادی در بوسپوروس، گایتاسورا، خدای خورشیدی سکایی سوار بر ارابه، با خدای اسب‌سوار ایرانی میترا ترکیب شد. این خدای جدید که به شکل اسب‌سوار نمایش داده می‌شد، به عنوان «خدای والا»Theos Hypsistos شناخته می‌شد و به حامی سلسله شاهنشاهی تبدیل شد.
این "خدای والاً در تانتئیس به نام فرنوخوسPharnoukhos نیز شناخته می‌شد. این نام از کلمه ایرانی باستان "fārnā-" به معنای "شکوه" و "توانایی" گرفته شده است و نشان‌دهنده ماهیت این خدای خورشیدی به عنوان بخشنده نعمت و توانایی است.
یک لوح سنگی حکاکی‌شده مربوط به سال ۱۰۴ میلادی، مراسم «روز تانیس» را به تصویر می‌کشد. در این مراسم، «خدای والا» به شکل یک سوارکار با لباس سرمتی‌ها نشان داده شده است که جامی در دست راست خود دارد و در مقابلش یک آتشدان روشن و پشت آن یک درخت یا درختچه قرار دارد. این صحنه شبیه تصاویری است که سوارکاران را در مقابل آرتیمپاسا در هنر سکایی نشان می‌دهند و نشانگر ارتباط «خدای والا» با آفرودیت اورانیای بوسپورانی (که از آرتیمپاسا تکامل یافته) و درخت اوست. (آرتیمپاسا، یا گاهی آفرودیت اورانیای بوسپورانی، با دست‌ها و سری به شکل درخت تصویر شده است. به همین ترتیب، در بالای یک ستون کوچک، دست‌هایی به شکل برگ‌های پرپشت و سری به شکل تنه درخت با شاخه‌هایی به جای دست در یک مهر حک شده است). حضور آتشدان نیز نشان‌دهنده تقدس این مراسم است.

## خدایان ناشناخته
علاوه بر این خدایان، ممکن است خدایان طبیعی دیگری با رتبه پایین‌تر در میان سکاها وجود داشته باشند که هیچ مدرک یا سند مکتوبی از آن‌ها باقی نمانده است.